# Non cadiamo mai
Non cadiamo mai è un singolo della cantante, attrice e conduttrice italiana Lodovica Comello, pubblicato nel 2016. 
Il brano è stato scritto dalla stessa artista con Federica Abbate, Gianclaudia Franchini, Antonio Filippelli.

## Video
Il videoclip della canzone è stato diretto da Gaetano Morbioli.

## Tracce
- Download digitale

1. Non cadiamo mai – 3:13